# District de Tarascon (Bouches-du-Rhône)
Pour les articles homonymes, voir district de Tarascon.
Le district de Tarascon est une ancienne division territoriale française du département des Bouches-du-Rhône de 1790 à 1795.
Il était composé des cantons de Tarascon, Argon, Barbentane, les Baux, Montrenard, Eygalieres, Eyguieres, Gravaison, Noves et Saint Remy.